# قيقب هنري
قيقب هنري (الاسم العلمي: Acer henryi) هو نوع من النباتات يتبع جنس القيقب من الفصيلة الصابونية. سمي هذا النوع نسبةً إلى عالم النبات الاسكتلندي أوغسطين هنري.